# Білал Башачикоглу
Білал Башачикоглу (нід. Bilal Başaçikoğlu, нар. 26 березня 1995, Занстад) — турецький футболіст, півзахисник нідерландського клубу «Гераклес» (Алмело).
Виступав також за «Геренвен» та «Феєнорд», а також юнацьку збірну Нідерландів.

## Клубна кар'єра
Народився в нідерландському Занстаді в родині турка та марокканки.
У дорослому футболі дебютував 2013 року виступами за команду клубу «Геренвен», в якій провів один сезон, взявши участь у 24 матчах чемпіонату. Більшість часу, проведеного у складі «Геренвена», був основним гравцем команди.
До складу «Феєнорда» приєднався влітку 2014 року.

## Виступи за збірну
2013 року грав у складі юнацької збірної Нідерландів U19, взяв участь у 9 іграх на юнацькому рівні.

## Титули і досягнення
- Чемпіон Нідерландів (1):

«Феєнорд»: 2016-17
- Володар Кубка Нідерландів (2):

«Феєнорд»: 2015-16, 2017-18
- Володар Суперкубка Нідерландів (1):

«Феєнорд»: 2017
- Володар Кубка Туреччини (1):

«Трабзонспор»: 2019-20